# Vojnarka (opera)
Vojnarka je opera o čtyřech dějstvích (op. 40) českého skladatele Jiřího Františka Nováka (op. 40) z let 1954–1960. Libreto napsal Milan Macků podle známé stejnojmenné divadelní hry Aloise Jiráska z roku 1890. Její premiéru uvedlo 28. října 1983 Jihočeské divadlo v Českých Budějovicích.

## Vznik, charakteristika a historie
Početné dílo skladatele Jiřího Františka Nováka zahrnuje mimo jiné celkem devět oper, z nichž však jediná Vojnarka byla uvedena na jevišti, a to s velkým zpožděním. Volba námětu podle předlohy Aloise Jiráska je typická pro dobu jejího vzniku, tj. 50. léta 20. století; Jirásek byl tehdejší komunistickou kulturní politikou protežovaným autorem a v této době vznikla řada hudebních, filmových a jiných adaptací jeho děl. Jiráskovo realistické drama Vojnarka pro skladatele na operní libreto upravil významný operní režisér Milan Macků (1924–2009). Novák svou Vojnarku dokončil roku 1960 a již 7. září 1957 byla na orchestrálním večeru mladých autorů ve Smetanově síni pražského Obecního domu představena její předehra, i některé další úryvky byly uvedeny koncertně či rozhlasem, ale divadelní premiéra se konala až 28. října 1983.
Na svůj program ji zařadilo Jihočeské divadlo u příležitosti Roku českého divadla (vyhlášeného ke 100. výročí znovuotevření Národního divadla roku 1983) a současně již nadcházejícího Roku české hudby (1984). Jak poznamenala recenzentka Eva Herrmannová v Tvorbě, Novákova Vojnarka totiž zapadala přímo do dramaturgické linie jihočeské opery, sledující uvádění široké návštěvnické obci přístupných operních novinek.
Divácká přístupnost Novákovy opery vycházela především z poměrně konzervativního hudebního zpracování, nadto odpovídajícího době jejího vzniku spíše než klasické hudbě 80. let. Jak psal muzikolog Miloslav Nekvasil v odborném časopise Hudební rozhledy, „Škoda, že tak kvalitní opus napsaný se znalostí (a v němž je především hodně dobré muziky) čekal tak dlouho na své provedení. Vojnarka je pochopitelně poznamenána dobou svého vzniku, estetickými názory padesátých let, kdy byla klasická díla naší dramatické tvorby uváděna většinou činoherních souborů v duchu realismu, někdy popisného. A z tohoto pohledu také Novák vychází.“ I Eva Herrmannová mínila, že Novák „nepatří – alespoň podle Vojnarky soudě – ke skladatelům, kteří by v operní oblasti podnikali nové výboje.“ Přirovnala jeho styl nejspíše k Janáčkovi nebo k Puccinimu; Jiráskova předloha skladatele „vedla ke stylu verismu se všemi jeho typickými znaky: charakterově vyhrocenými postavami, ostrými kontrasty, přímočarým jednáním a tragicky vyústěným závěrem“. Nekvasil kontrastoval tento Novákův přístup s folkloristickým pojetím scénické hudby, kterou k činohře Vojnarka napsal Emil František Burian.
Podle Herrmannové se Novák ve Vojnarce „osvědčil jako dovedný skladatel se smyslem pro divadelní účinnost i s pochopením pro přirozené, melodicky bohaté vedení hlasů“. I Nekvasil zdůrazňoval Novákovu melodickou invenci a jako příklad uváděl závěrečnou apoteózu Vojnarky: „právě tato scéna inspirovala skladatele k bohaté melodii, jež však není laciná“. Obdobné aspekty zmiňuje Josef Pávek ve své poněkud mnohomluvné a frázovité recenzi pro Rudé právo: „Jde o dílo poctivé, zajímavé a vzrušující, komponované s velikou invencí a bohatou hudební zkušeností. […] Skladateli se podařilo umocnit klasickou literární předlohu do svébytného hudebně dramatického tvaru, rezonujícího hudební složkou s operním divadlem dneška. Význačná dotvářející funkce je přisouzena orchestru a sboru, náročné, ale vděčné pěvecké party přecházejí v soulad s vyvíjející se situací do dramatických monologů, duet a ansámblů, funkčně zpěvných pasáží i krátkých, velmi účinných melodramatických peripetií.“ Herrmannová celkově hodnotila Vojnarku střízlivě: „i když tu nejde o dílo ve své inspiraci původní, je přesto životaschopné a ‚hratelné‛.“ Nekvasil měl, přinejmenším co do Novákovy kompoziční originality, opačný názor: Novák „je […] především skladatel osobitého rukopisu […] Vůbec dílo jako celek má znaky osobitosti, nezávislosti na cizích vzorech.“ Také Pávek tvrdil, že je „[z]vláště nutno zdůraznit původnost hudebního výraziva a neeklektickou osobitost jeho tvarování.“
Novákova Vojnarka zůstala v Jihočeském divadle na repertoáru několik let a v květnu 1985 ji divadlo představilo i na Pražském jaru ve Smetanově divadle. Jiná divadla ji však neuvedla; ani ostatní Novákovy opery se na scénu již nedostaly. Muzikoložka Jarmila Brožovská Vojnarku při bilancování operní tvorby první poloviny 80. let 20. století pro časopis Scéna považovala za okrajové dílo a o Novákovi prohlásila, že má „význam spíše regionální“.

## Osoby a první obsazení
| osoba                                   | hlasový obor     | premiéra (28. října 1983)             |
| --------------------------------------- | ---------------- | ------------------------------------- |
| Madlena Vojnarová (Vojnarka), selka     | soprán           | Eva Jarolímková / Zdena Matoušková    |
| Jakub Vojnar, švagr Vojnarky, sedlák    | bas              | Oldřich Jakubík / Robert Wolek        |
| Antonín Havel, čeledín                  | tenor            | Otakar Dubský / Václav Janeček        |
| Jan Hruška, kostelní zpěvák a dohazovač | tenor            | Karel Fuk / Miloslav Veselý           |
| Havlová, matka Antonína                 | mezzosoprán      | Dagmar Linhartová / Jiřina Přívratská |
| Martin, pohůnek                         | baryton          | Jan Panenka                           |
| Bětka, děvečka                          | soprán           | Vítězslava Bobáková / Hedvika Tvrdá   |
| Hospodská                               | soprán           | Naděžda Honzíková                     |
| Marjánka, její dcera                    | mezzosoprán      | Věra Zabilková                        |
| Brožek, karetní hráč                    | baryton          | Josef Průdek                          |
| Drtina, karetní hráč                    | bas              | Stanislav Stolbenko                   |
| Jeník, pětiletý syn Vojnarky            | němá dětská role | Světlana Štěchová                     |
| Vesničané, děti                         |                  |                                       |
| Dirigent: Karel Nosek                   |                  |                                       |
| Režie: Milan Fridrich                   |                  |                                       |
| Scéna: Libor Erban                      |                  |                                       |
| Kostýmy: Helena Anýžová                 |                  |                                       |

## Instrumentace
Tři flétny, tři klarinety, tři hoboje, tři fagoty; čtyři lesní rohy, dvě trubky, tři pozouny, tuba; tympány, bicí souprava, celesta; harfa, klavír; smyčcové nástroje (housle, violy, violoncella, kontrabasy); též hudba na jevišti.